# Mohamed Elgendy
Mohamed Elgendy (in arabo محمد الجندي‎?; 5 luglio 2002) è un pentatleta egiziano. Medaglia d'oro alle olimpiadi di Parigi 2024.

## Biografia
Ai mondiali di Alessandria d'Egitto 2022 ha vinto l'argento nell'individuale, terminando la gara alle spalle del britannico Joseph Choong. Nella staffetta mista si è piazzato al 10º posto, gareggiando con Salma Abdelmaksoud.

## Palmarès
- Mondiali

Alessandria d'Egitto 2022: argento nell'individuale;